# Cleora anidryta
Cleora anidryta är en fjärilsart som beskrevs av Louis Beethoven Prout 1928. Cleora anidryta ingår i släktet Cleora och familjen mätare. Inga underarter finns listade i Catalogue of Life.